# Diana Morant
Diana Morant Ripoll (pronuncia catalana occ.: /diˈa.na moˈɾant riˈpoʎ/; Gandia, 25 giugno 1980) è una politica spagnola, ministro della Scienza e dell'Innovazione dal 12 luglio 2021.
Dal 2014 è segretario generale del Partito socialista della comunità di Valencia ed è stata in precedenza sindaco di Gandia da giugno 2015 a luglio 2021. È stata anche membro dell'assemblea regionale della comunità di Valencia da luglio 2015 a maggio 2017.